# Acta Historica Silesiae Superioris
Acta Historica Silesiae Superioris – seria wydawana od 1996 roku przez Polskie Towarzystwo Historyczne Oddział w Cieszynie; obejmuje źródła do dziejów Śląska Cieszyńskiego od czasów Piastów cieszyńskich po XX wiek.
Seria ta nawiązuje do tradycji wydawania źródeł dyplomatycznych do dziejów Śląska Cieszyńskiego za panowania Piastów cieszyńskich przez czeskich historyków Emericha Němeca i Ericha Ševčika.

## Źródła z serii Acta Historica Silesiae Superioris
- Tom 1. Acta visitationis Episcopatus Vratislaviensis (ab anno 1717). Decanatus: tessinensis, fraystadiensis, fridecensis, vladislaviensis et bilicnsis, wyd. Idzi Panic, Cieszyn 1994.
- Tom 2. Wybór źródeł do dziejów Ustronia, t. 1, wyd. Idzi Panic, Cieszyń - Ustroń 1996.
- Tom 3. Wybór źródeł do dziejów Ustronia, t. 2, wyd. Krzysztof Nowak, Cieszyn - Ustroń 1998.
- Tom 4. Najstarszy Kopiarz wsi Ochaby, wyd. Karol Kajzer, Cieszyn 1997.
- Tom 5. Dyplomatariusz Skoczowski. Kodeks dyplomatyczny miasta Skoczowa. Tak zwana księga Gorgosza,. wyd. Idzi Panic, Cieszyn 1998.
- Tom 6. Od Wydziału Gminnego do Rady Miasta Ustronia w latach 1861-2001. Wybór źródeł, wyd. Lidia Szkaradnik, Anna Machej, Danuta Koenig, W. Legierski, Ustroń 2001.
- Tom 8. Ordynacja ziemska cieszyńska. Zbiór praw i porządków ziemskich księstwa cieszyńskiego. Zrzyzeni Zemske knizeczstwi tiessynskeho, wyd. Idzi Panic, Cieszyn 2001.
- Tom 9. Urbarz Cieszyński z 1577 r., wyd. Idzi Panic, Cieszyn 2001.
- Tom 10. Wybór źródeł do dziejów społeczno-gospodarczych i religijnych Śląska Cieszyńskiego, wyd. Idzi Panic, Anna Machej, Cieszyn 2002.
- Tom 11. Władza a PZKO : Polski Związek Kulturalno-Oświatowy w polityce i opinii władz czechosłowackich 1947-1969 : wybór dokumentów, wyd. Krzysztof Nowak, Cieszyn 2004
- Tom 12. Urbarz cieszyński z 1621 r., wyd. Idzi Panic, Cieszyn 2003.
- Tom 13. Zaolzie w opiniach konsulów polskich (1948-1960) : raporty dyplomatyczne, wyd. Krzysztof Nowak, Cieszyn 2003.
- Tom 14. Mowy szkolne ks. Leopolda Jana Szersznika, wyd. Idzi Panic, Cieszyn 2003.
- Tom 15. Opis powinności wałaskich z 1647 roku, wyd. Idzi Panic, Cieszyn 2004.
- Tom 16. Urbarz cieszyńskiego klucza dóbr zamkowych z 1646 roku, wyd. Idzi Panic, Cieszyn 2005.
- Tom 17. "Podhale" na Zaolziu : Służba Bezpieczeństwa wobec zaolziańskiej "Praskiej Wiosny" : wybór dokumentów z lat 1968-1969, wyd. Krzysztof Nowak, Cieszyn 2005.
- Tom 18. Najstarsze metryki cieszyńskie : Księga Metrykalna Parafii pod wezwaniem Marii Magdaleny w Cieszynie z lat 1628-1641, wyd. Idzi Panic, Cieszyn 2006.
- Tom 19. Polska a Zaolzie (1957-1967): po "Polskim Październiku" a przed "Praską Wiosną". Wybór dokumentów, wyd. Krzysztof Nowak, Cieszyn 2006.
- Osobliwości skoczowskie = Skotschauer Denkwürdigkeiten / wydał Idzi Panic ; tł. [z niem.] tekstu źródła Maria Jolanta Panic i Idzi Panic, Cieszyn 2013.